# Notre-Dame de l’Immaculée-Conception (Sées)

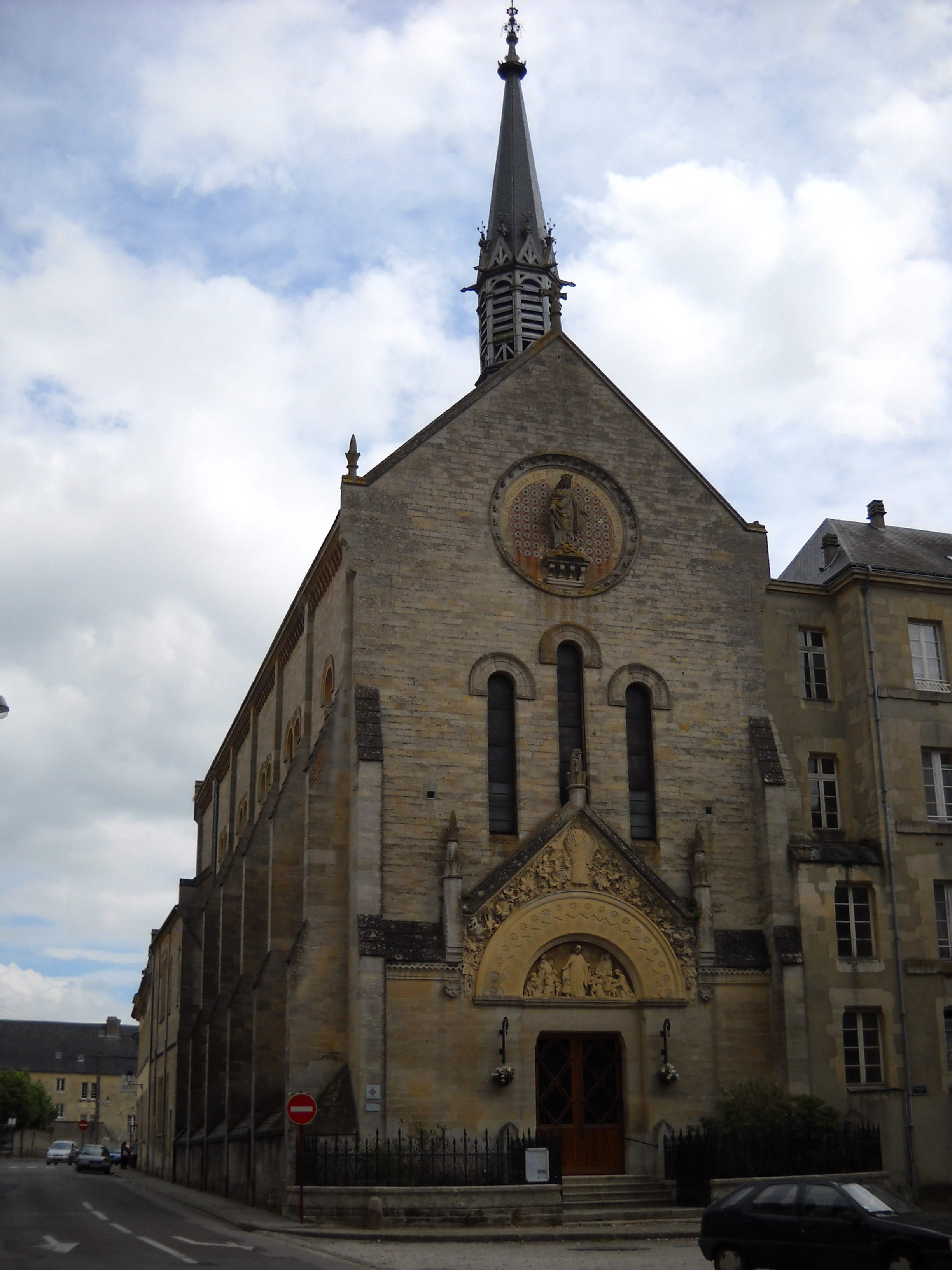
Notre-Dame d’Immaculée-Conception

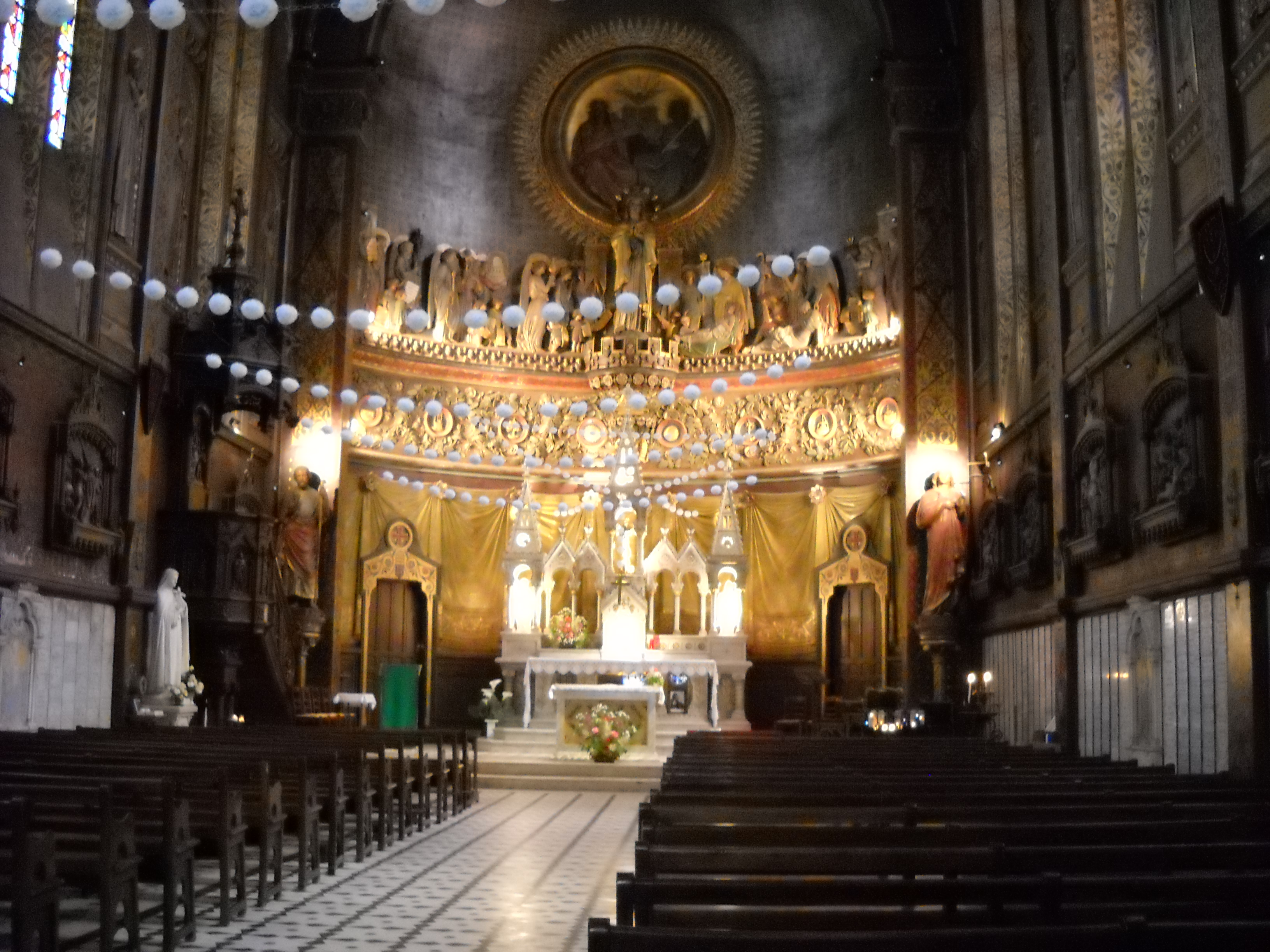
Innenraum

Notre-Dame de l’Immaculée-Conception ist eine römisch-katholische Kapelle in Sées im französischen Département Orne der Region Normandie. Die Kapelle des Bistums Sées trägt den Titel einer Basilica minor. Sie wurde im neuromanischen Stil errichtet und ist seit 2006 als historisches Baudenkmal geschützt.

## Geschichte
1819 wurde in Sées das kleine Seminar zur Schulausbildung auf dem Weg zum Priesteramt gegründet. Nachdem Papst Pius IX. das Dogma der Unbefleckten Empfängnis 1854 eingeführt hatte, wurde im gleichen Jahr für das Seminar auf Veranlassung von Bischof Charles-Frédéric Rousselet das Projekt zum Bau einer ersten Kirche dieses Patroziniums in Frankreich gestartet. Die Bauarbeiten begannen 1855, die Kapelle wurde 1859 für den Gottesdienst geöffnet. Die Kirche, die mit Hilfe einer landesweiten Sammlung finanziert wurde, konnte am 7. Mai 1872 von Bischof Rousselet geweiht werden. 1894 genehmigte Papst Leo XIII. die Krönung der Statue der Jungfrau Maria und 1902 verlieh derselbe Papst der Kapelle des Seminars den Titel einer Basilica minor. Die Basilika ist heute Sitz des Werkes der Unbefleckten Empfängnis von Sées, die weit über die Grenzen der Diözese hinaus wirkt.

## Beschreibung
Das einschiffige Kirchengebäude wurde nach einem Entwurf von Victor Ruprich-Robert im Stil der Neuromanik gebaut. Das historistische Bauwerk löste im Département als erstes entsprechend der Mode der nationalen Architektur die klassizistische Architektur als Stilrichtung ab. Die Ausstattung mit Statuen wurde dem Bildhauer Victor-Edmond Leharivel-Durocher anvertraut. Die Glasfenster von Laurent-Charles Maréchal und Charles-François Champigneulle wurden 1872 eingesetzt und ersetzten die von Ruprich-Robert entworfenen Grisaille-Glasfenster.